# Gloria (ornamento)

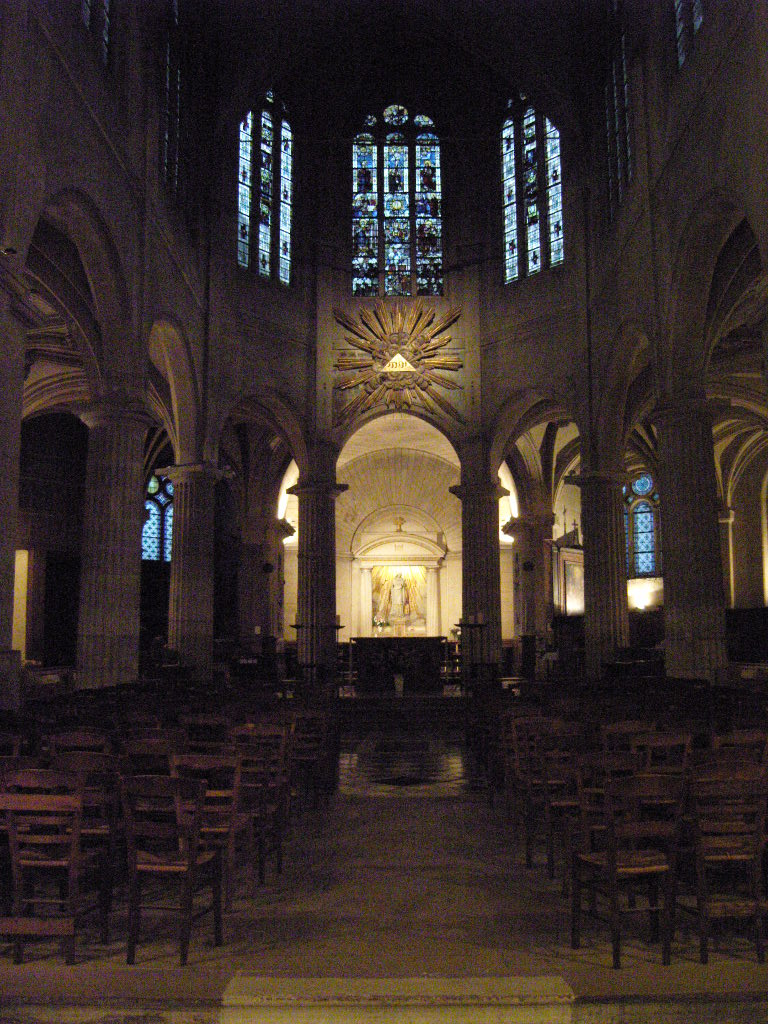
Coro della chiesa di San Medardo, a Parigi, ornata da una gloria in legno dorato.

La gloria, nell'arte sacra, è una decorazione che significa la presenza di Dio, simboleggiata dai raggi divini:
in architettura
Una gloria è un ornamento posto in alto in una chiesa, costituito da un insieme di raggi dorati, al centro del quale figura, in genere, un triangolo che simboleggia la Santissima Trinità, un ovale ornato della colomba dello Spirito Santo o l'immagine di un santo. Essa può essere segnata con il Tetragramma biblico YHWH.
nella pittura
La gloria è un ornamento decorativo che circonda la testa di un santo e composta da luci raggianti. Certe rappresentazioni fanno sorgere i raggi da una nuvola vista in controluce per significare la presenza di "Dio Padre nei cieli" senza che Esso ne sia espressamente raffigurato.

## Immagini di glorie

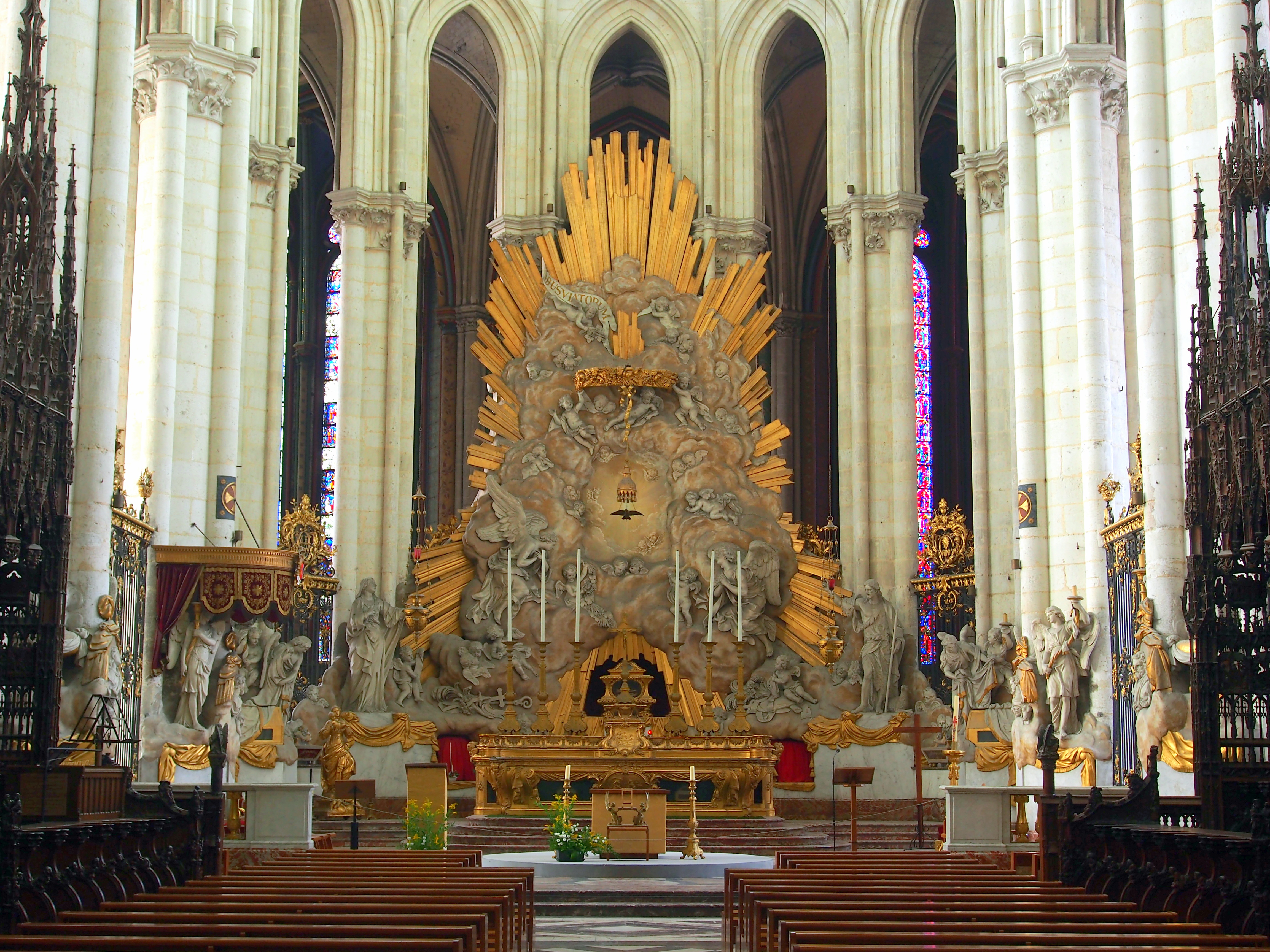
Gloria del coro della cattedrale di Amiens
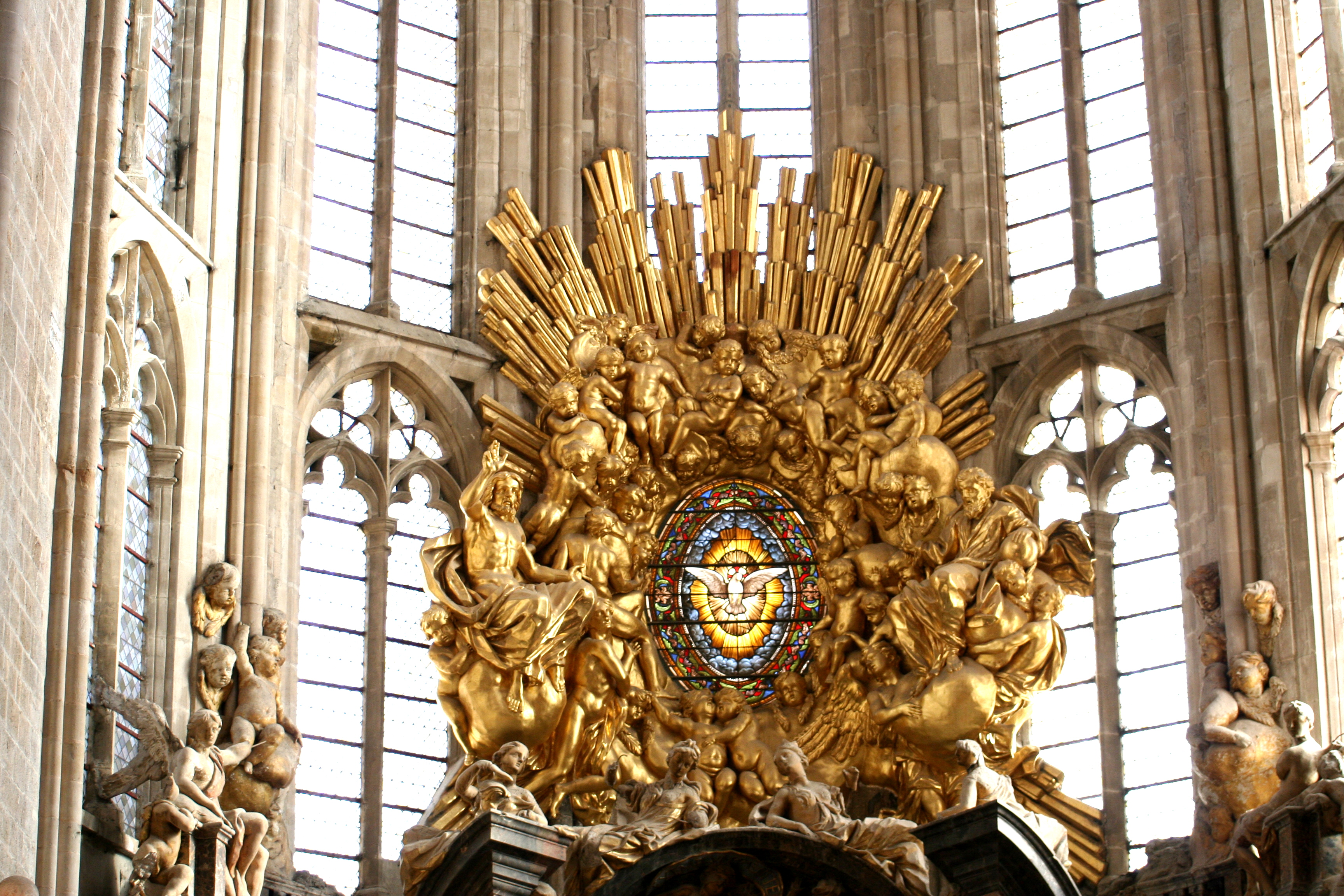
Gloria in stucco dorato con la sua colomba nella Basilica di Santa Maria Maddalena a Saint-Maximin-la-Sainte-Baume (dipartimento del Varo).
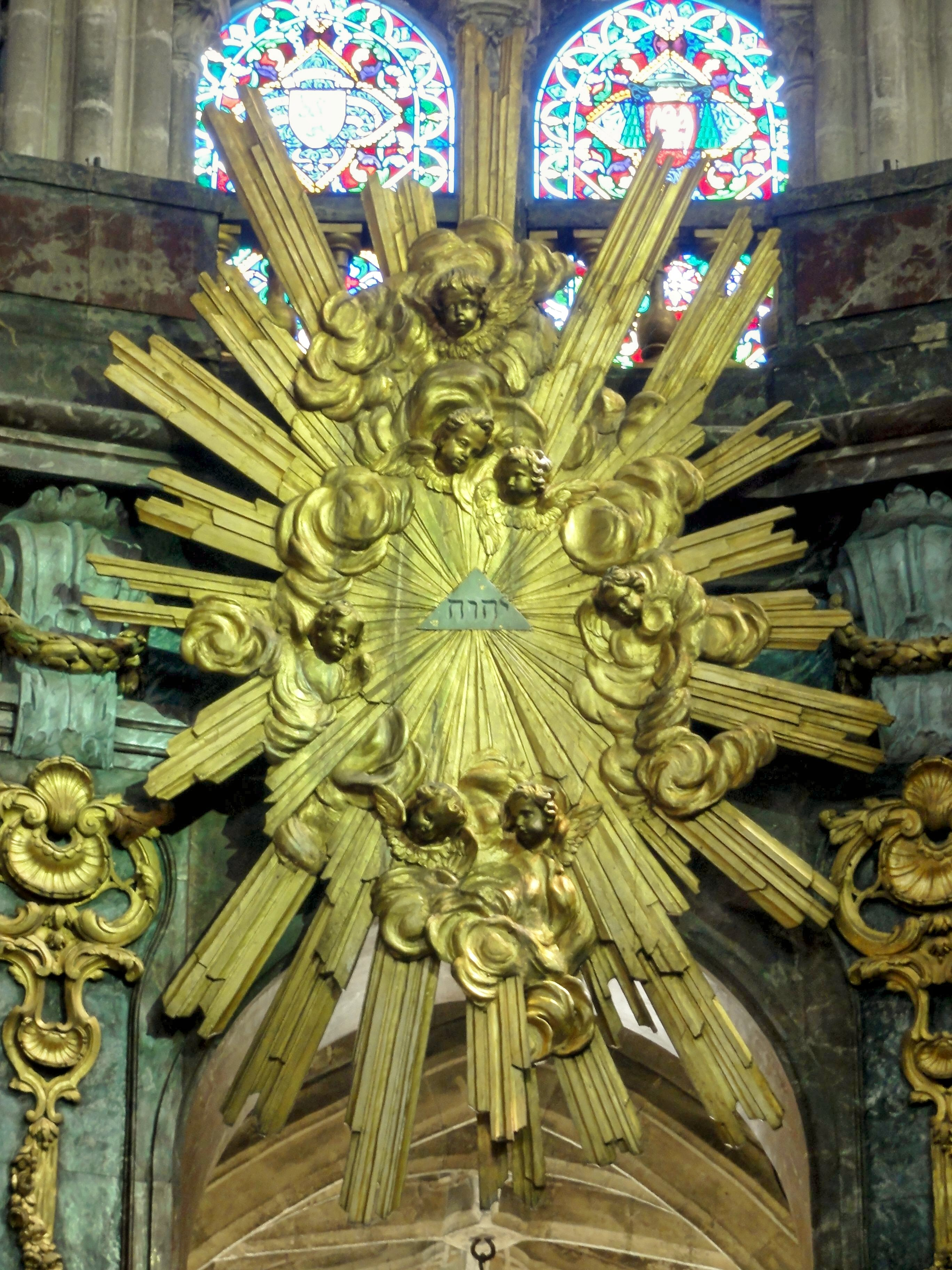
Gloria nell'abside della chiesa di san Giacomo a Compiègne.

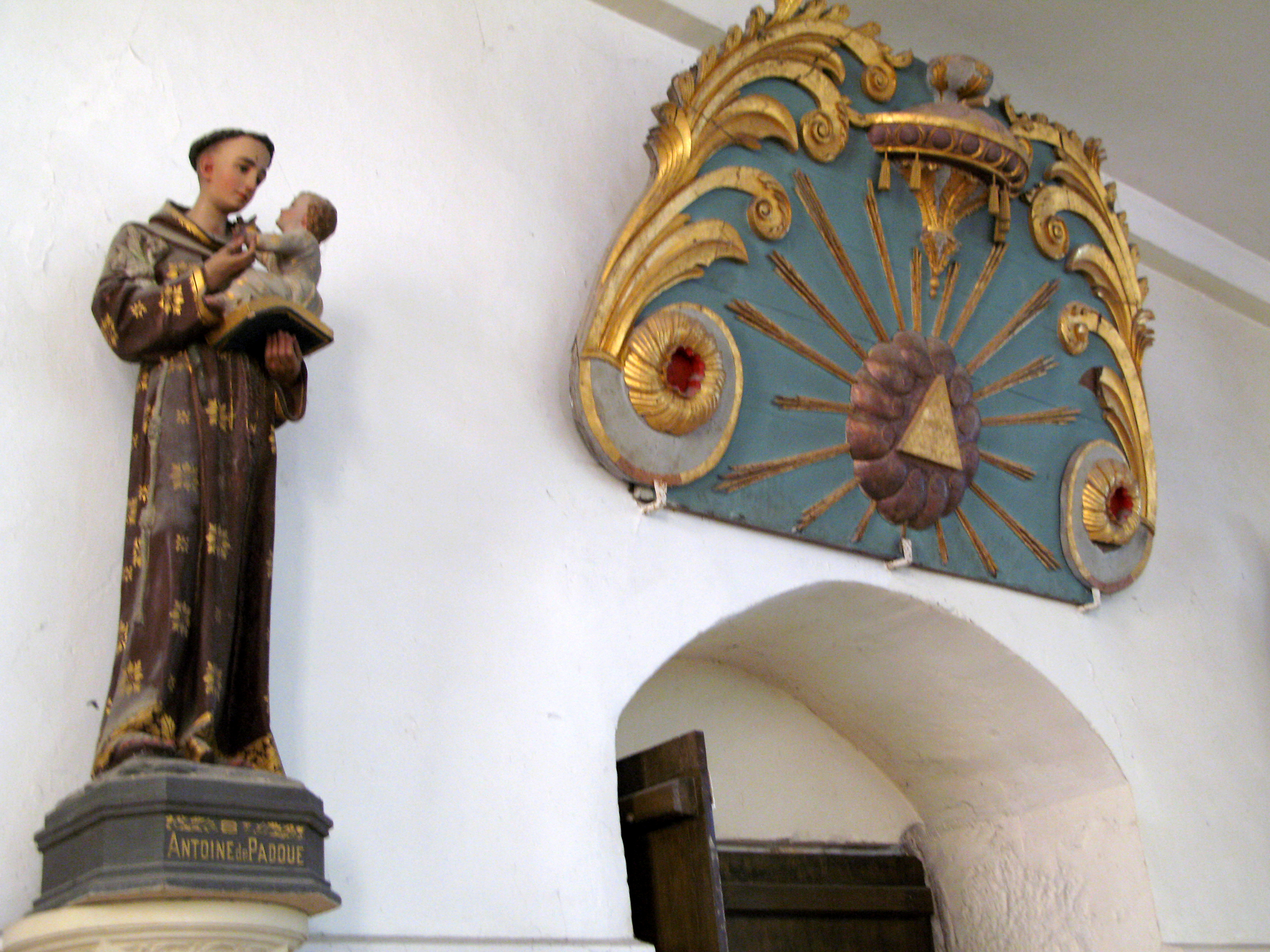
Gloria con il Triangolo della Trinità nella chiesa di Notre-Dame a Liart (dipartimento delle Ardenne).
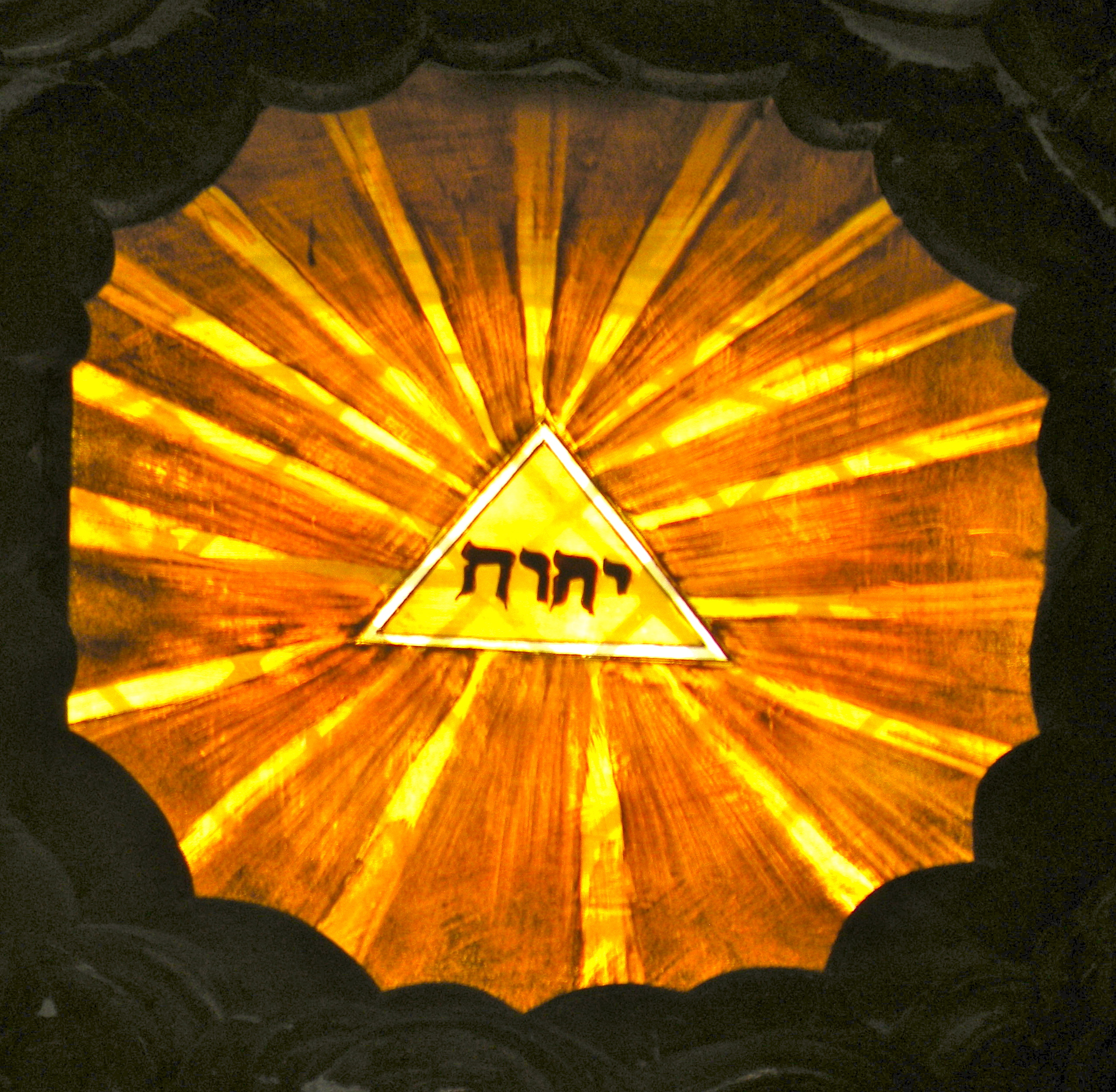
Gloria sulla vetrata occidentale della chiesa di san Giustino a Louvres (dipartimento di Val-d'Oise).
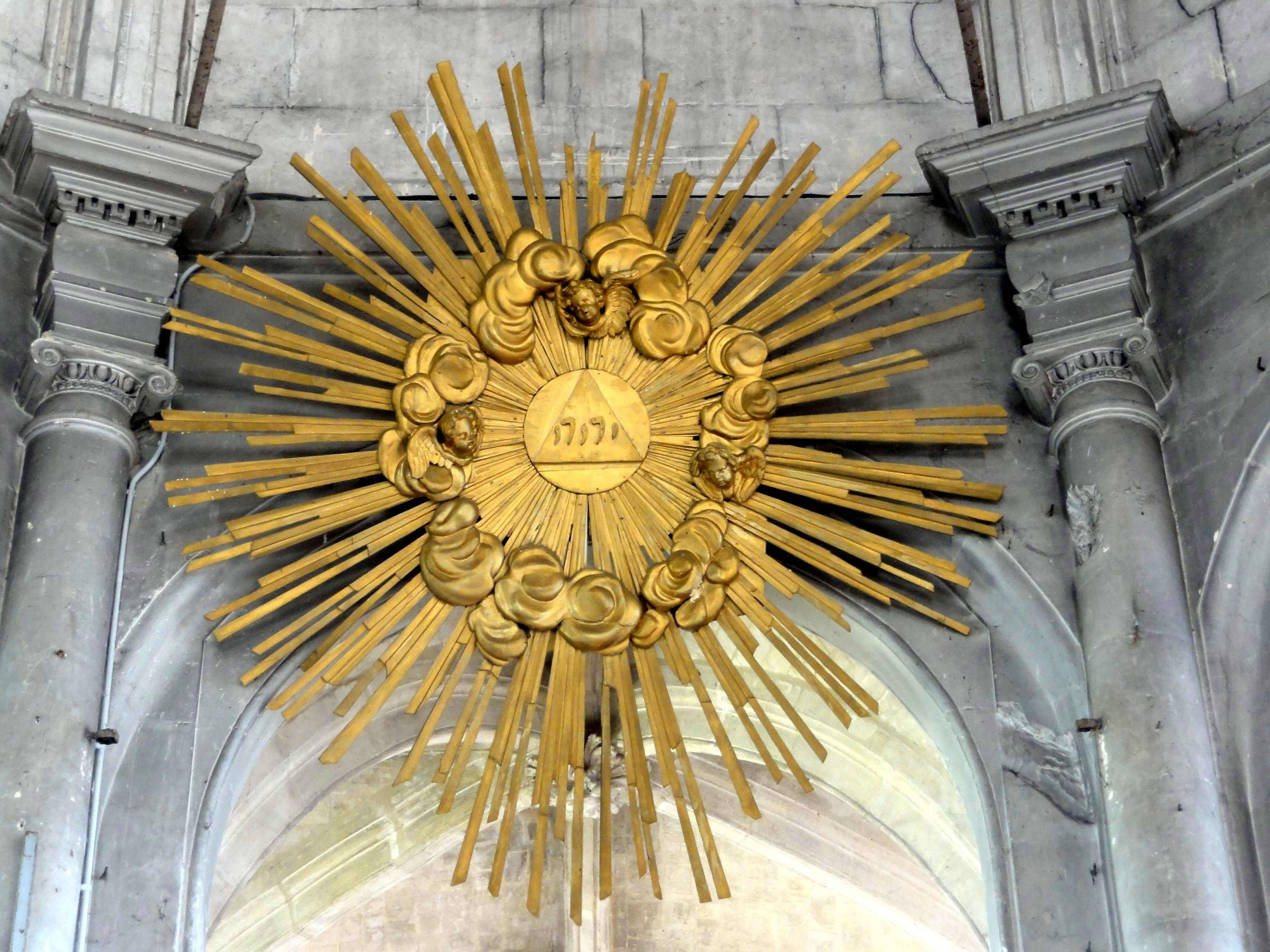
Gloria della seconda metà del XVIII secolo nella chiesa di san Martino a Mareil-en-France (dipartimento di Val-d'Oise).